# كأس ألبانيا 1977–78
كأس ألبانيا 1977–78 (بالألبانية: Kupa e Republikës 1977-78‏) هو موسم من كأس ألبانيا. أشرف على تنظيمه اتحاد ألبانيا لكرة القدم، وفاز فيه دينامو تيرانا.